# Say It Loud – I’m Black and I’m Proud
«Say It Loud – I’m Black and I’m Proud» («Скажи это громко — Я чёрный и я горжусь этим») — песня американского певца и музыканта Джеймса Брауна. Написана им вместе с лидером его аккомпанирующей группы Альфредом Эллисом по прозвищу Пи Ви.
Вышла в августе 1968 года отдельным синглом в двух частях (часть 1 на одной стороне и часть 2 на другой), который в США провёл 6 недель на 1-м месте жанрового ритм-энд-блюзового чарта журнала «Билборд», а также добрался до 10-й позиции в главном (всежанровом) чарте Hot 100 того же журнала.
Обе части сингла позже вошли в альбом Джеймса Брауна 1968 года A Soulful Christmas и в его альбом 1969 года Say It Loud – I’m Black and I’m Proud.

## Текст песни
В песне Браун обращается к теме предубеждений против американских негров и говорит о потребности в расширении прав и возможностей чернокожих. Он заявляет: «Мы требуем дать нам шанс сделать что-то для себя самих / Мы устали биться головой о стену / и работать на кого-то другого» (англ. Now we demand a chance to do things for ourself / We're tired of beating our head against the wall / And workin' for someone else). В припеве на призыв Брауна «Скажите это громко» (англ. Say it loud) ему отвечает группа детей: «Я чёрный и я горжусь этим!» (I’m black and I’m proud!). Песня была записана в пригороде Лос-Анджелеса с порядка 30-ю детьми из Уоттса, Комптона и их окрестностей.

## Премии и признание
В 2004 году журнал Rolling Stone поместил песню «Say It Loud – I’m Black and I’m Proud» в оригинальном исполнении Джеймса Брауна на 305 место своего списка «500 величайших песен всех времён». В списке 2011 года песня находится на 312 месте.
Также песня «Say It Loud – I’m Black and I’m Proud» в исполнении Джеймса Брауна вместе с ещё тремя его песнями — «I Got You (I Feel Good)», «Please Please Please» и «Sex Machine» — входит в составленный Залом славы рок-н-ролла список 500 Songs That Shaped Rock and Roll.